# بيرني ويست
بيرني ويست (بالإنجليزية: Bernie West)‏ هو كاتب سيناريو أمريكي، ولد في 30 مايو 1918 في ذا برونكس في الولايات المتحدة، وتوفي في 29 يوليو 2010 في بيفرلي هيلز في الولايات المتحدة بسبب مرض آلزهايمر.

## وصلات خارجية
- بيرني ويست على موقع IMDb (الإنجليزية)
- بيرني ويست على موقع ألو سيني (الفرنسية)
- بيرني ويست على موقع ألو سيني (الفرنسية)
- بيرني ويست على موقع أول موفي (الإنجليزية)
- بيرني ويست على موقع قاعدة بيانات برودواي على الإنترنت (الإنجليزية)
- بيرني ويست على موقع قاعدة بيانات الأفلام السويدية (السويدية)
- بيرني ويست على موقع قاعدة بيانات الفيلم (الإنجليزية)
- بيرني ويست على موقع كينوبويسك (الروسية)